# Комерційне найменування
Комерційне найменування — засіб індивідуалізації, що дозволяє відрізнити одну особу з-поміж інших. "Світоч", "Славутич" або "Оболонь" — все це комерційні найменування підприємств, які виробляють певну продукцію або надають послуги.

## Умови надання правової охорони
Правова охорона надається комерційному найменуванню, якщо воно дає можливість вирізнити одну особу з-поміж інших та не вводить в оману споживачів щодо справжньої  діяльності цієї особи.

## Співвідношення між комерційними найменуваннями та торговельними марками
Комерційне найменування може бути зареєстроване як словесний знак для товарів та послуг або як елемент графічного чи об'ємного знака. Однак не кожен знак для товарів та послуг є комерційним найменуванням. Підприємство може зареєструвати необмежену кількість торговельних марок, але при цьому його комерційне найменування залишиться єдиним.
Особи можуть мати однакові комерційні найменування, якщо це не вводить в оману споживачів щодо товарів, які вони виробляють або реалізовують, та послуг, які ними надаються. Існування двох однакових словесних знаків у одному і тому самому класі товарів та послуг не допускається.[джерело не вказане 4691 день]

## Момент виникнення прав
Права на комерційне найменування є чинними з моменту першого використання цього найменування та охороняється без обов'язкового подання заявки на нього чи його реєстрації і незалежно від того, є чи не є комерційне найменування частиною торговельної марки. В Україні права на комерційне найменування виникають здебільшого із моменту державної реєстрації підприємства та внесення даних про нього до ЄДРПОУ.

## Використання
За станом на червень 2007 року в законодавстві України не визначено, які дії є використанням комерційного найменування. Але враховуючи сутність комерційного найменування як засобу індивідуалізації, до форм використання комерційного найменування належить використання його на товарах, їх упаковці, в рекламі, проспектах, рахунках, друкованих виданнях, офіційних бланках, вивісках та іншій документації.